# بلال فیلیپس
ابو آمینه بلال فیلیپس (متولد: دنیس بردلی فیلیپس؛ ۱۷ ژوئیه ۱۹۴۷)، معلم اسلامی، سخنران، نویسنده، مؤسس و رئیس دانشگاه آزاد بین‌المللی کانادایی است که در قطر زندگی می‌کند.
آثار او (اعم از نوشته، ترجمه و نظرات) بیش از ۵۰ کتاب اسلامی است و در شبکه‌های تلویزیونی ملی و ماهواره‌ای متعددی از جمله تلویزیون عربستان سعودی، تلویزیون شارجه، تلویزیون عجمان، کانال اسلام، تلویزیون هدی و تلویزیون صلح حضور داشته یا برنامه‌ای را ارائه کرده‌است. او خود را یک سلفی می‌داند و دارای عقاید افراطی می‌باشد.

### تحصیلات
فیلیپس از سال ۱۹۶۷ تا ۱۹۷۰ در دانشگاه Simon Frasier در ونکوور تحصیل کرد و در آنجا در رشته بیوشیمی شرکت کرد. فیلیپس چندین بار در سفرهای خود با اسلام روبرو شده بود، اما کتابی که او را به خود جلب کرد ، اسلام، دین بدفهمی نوشته محمد قطب بود. او در فوریه ۱۹۷۲ به اسلام گروید و در حضور عبدالله حکیم کوئیک شهادت داد.
او مدرک کارشناسی خود را از دانشگاه اسلامی مدینه و کارشناسی ارشد خود را در عقیده (الهیات اسلامی) از دانشگاه ملک سعود در ریاض دریافت کرد، سپس او در سال ۱۹۹۳ در پردیس لامپیتر دانشگاه ولز تز دکترای خود را با عنوان جن‌گیری در اسلام به پایان رساند.
فیلیپس به مدت یک دهه در مدرسه منارات الریاض ریاض به تدریس علوم اسلامی پرداخت و همچنین به مدت ۱۰ سال در دانشگاه آمریکایی دبی معلم علوم عربی و اسلامی بود. او همچنین در دانشگاه عجمان (AU) در امارات متحده عربی سخنرانی می‌کند. فیلیپس در سال ۲۰۰۲ در دانشگاه پرستون در عجمان یک بخش مطالعات اسلامی راه اندازی کرد و در سال ۲۰۰۷ آکادمی مطالعات اسلامی را در قطر راه اندازی کرد.

## دیدگاه‌ها
فیلیپس قبلاً در یک سخنرانی و در یکی از کتاب‌های خود بیان کرده بود که بمب‌گذاران انتحاری مورد انتقاد ناعادلانه قرار می‌گیرند، زیرا آنها واقعاً خودکشی‌ای را انجام نمی‌دهند که در اسلام حرام است، بلکه در انجام عملیات نظامی شجاعت نشان می‌دهند. با این حال او بعداً در مصاحبه ای در سال ۲۰۱۰ اظهار داشت که معتقد است بمب‌گذاری‌های انتحاری در واقع با قوانین اسلامی مطابقت ندارد.
وقتی به عقیده یک بمب‌گذار انتحاری نگاه می‌کنید، در کل قصد متفاوتی دارد. . . [دشمن او] یا خیلی مسلح است، یا تجهیزاتی که بتوانند با آن مقابله کنند، ندارند، بنابراین تنها گزینه دیگری که باقی می‌ماند این است که سعی کنند چند نفر را در میان خود بیاورند و سپس تجهیزاتی را که دارند منفجر کنند. برای از بین بردن تجهیزات و نجات جان همرزمان خود تلاش کنند. پس این واقعاً خودکشی به معنای واقعی تلقی نمی‌شود. این یک اقدام نظامی است و جان انسان‌ها در آن اقدام نظامی قربانی می‌شود. این واقعاً نقطه پایانی برای آن است و ما باید آن را در نظر بگیریم.

### تحریم‌های وی
فیلیپس به دلیل اظهاراتش در مورد بمب‌گذاران انتحاری در بریتانیا مورد انتقاد قرار گرفت.
او از ورود به بریتانیا، استرالیا، دانمارک و کنیا، از ورود مجدد به آلمان منع شده‌است، دستور خروج از بنگلادش به دلیل افراط او صادر شده‌است و در فیلیپین به دلیل «تحریک و جذب افراد برای انجام فعالیت‌های تروریستی» عده‌ای از طرفداران او دستگیر شدند.
در سال ۲۰۰۷ او به توصیه آژانس‌های امنیت ملی از ورود به استرالیا منع شد.
در سال ۲۰۱۰، ترزا می وزیر کشور، فیلیپس را به دلیل داشتن دیدگاه‌های افراطی از ورود به بریتانیا منع کرد.
در آوریل ۲۰۱۱، فیلیپس از ورود مجدد به آلمان به عنوان عنصر نامطلوب منع شد.
در سال ۲۰۱۲، فیلیپس از ورود به کنیا به دلیل پیوندهای احتمالی تروریستی منع شد.
در شماره آوریل ۲۰۱۶ مجله دابیک، دولت اسلامی عراق و شام، فیلیپس را مرتد اعلام کرد و او را به دلیل محکوم کردن داعش تهدید به قتل کرد.